# Arthur Sadoun
Arthur Sadoun (* 23. Mai 1971 in Dourdan, Frankreich) ist ein französischer Geschäftsmann.

## Leben

### Familie
Arthur Sadoun ist der Sohn von Roland Sadoun (1923–2005), dem ehemaligen Generaldirektor des französischen Instituts für öffentliche Meinung (IFOP) und des Instituts für Marktforschung (Etmar), und Enkel von Charles Sadoun (1888–1939) und Ernest Cordier (1899–1970), dem Präsidenten von Thomson (selbst Sohn des Ingenieurs Gabriel Cordier). Die Mutter seines Vaters, Gabrielle Lévy Alvarès (1893–1941), war Jüdin.
Er ist außerdem ein Cousin ersten Grades von Claude Sadoun, Präsident des Crédit immobilier de France von 1991 bis 2012 und Vizepräsident des Mouvement HLM.

### Privatleben
Am 26. Juni 2010 heiratete er die Journalistin Anne-Sophie Lapix.

## Ausbildung
Nach seinem Abitur an der École Alsacienne in Paris studierte Arthur Sadoun an der European Business School Paris.
Im Jahr 1992 gründete er in Chile seine Werbeagentur Z Group, die er 1997 an BBDO verkaufte. Er absolvierte einen Master of Business Administration am Insead, in dessen Verlauf er von Jean-Marie Dru, dem Chef der Agentur TBWA, entdeckt wurde.

## Karriere
Er trat 1999 in die TBWA-Gruppe ein und wurde 2001 Generaldirektor, bevor er 2003 den Vorsitz von TBWA Paris übernahm.
Im Dezember 2007 verließ er TBWA Paris, um die Leitung von Publicis Conseil zu übernehmen.
In den folgenden Jahren erlebte die Agentur eine schnelle Entwicklung, die sich in der Gewinnung mehrerer internationaler Großkunden niederschlug. 2009 übernahm Arthur Sadoun auch die Leitung von Publicis Worldwide France und trat damit die Nachfolge von Philippe Lentschener an.
Im Oktober 2013 gab die Publicis Groupe seine Ernennung zum Präsidenten des Publicis Worldwide-Netzwerks bekannt. Er trat die Nachfolge von Jean-Yves Naouri an, der weiterhin operativer Generaldirektor der Publicis Groupe blieb. Er trat dann dem P-12, dem Exekutivkomitee der Gruppe, bei.
Am 1. Juni 2017 trat er die Nachfolge von Maurice Lévy als Vorstandsvorsitzender von Publicis an.